# (3352) McAuliffe
(3352) McAuliffe es un asteroide que forma parte de los asteroides Amor y fue descubierto el 6 de febrero de 1981 por Norman G. Thomas desde la Estación Anderson Mesa, en Flagstaff, Estados Unidos.

## Designación y nombre
McAuliffe se designó inicialmente como 1981 CW.
Posteriormente, en 1986, fue nombrado en honor de la profesora de secundaria estadounidense Christa McAuliffe (1948-1986), fallecida en el accidente del Challenger.

## Características orbitales
McAuliffe orbita a una distancia media del Sol de 1,879 ua, pudiendo alejarse hasta 2,572 ua y acercarse hasta 1,185 ua. Su inclinación orbital es 4,773 grados y la excentricidad 0,3692. Emplea en completar una órbita alrededor del Sol 940,5 días.
McAuliffe es un asteroide cercano a la Tierra.

## Características físicas
La magnitud absoluta de McAuliffe es 15,8 y el periodo de rotación de 2,206 horas. Está asignado al tipo espectral A de la clasificación SMASSII.